# Tonnoiriella cracens
Tonnoiriella cracens és una espècie d'insecte dípter pertanyent a la família dels psicòdids que es troba a Àfrica: KwaZulu-Natal (Sud-àfrica).